# Солилоквий
Солилоквий (лат. solus — один, loqui — говорю) — речь, обращённая к самому себе. Такой приём широко используется в драматургии как средство передачи зрителю персонажем своих мыслей, внутренних переживаний. Он даёт оценку своим действиям, ситуации, в которой находится. По наблюдению французского театроведа Патриса Пави, приём «раскрывает зрителю душу или бессознательное персонажа: отсюда его эпическая значительность, лирический пафос и способность превратиться в избранный фрагмент, который можно выделить из пьесы и придать ему автономное значение…». В отличие от монолога, солилоквий не адресован другим персонажам, которые, по негласному театральному соглашению, его не слышат (апарт). В христианской литературной традиции произведения в жанре «солилоквия» берут начало со Святого Августина (Soliloquia, 386). Известны также теологические работы с таким названием Бернарда Клервоского, Гуго Сен-Викторского, Бонавентуры.
Солилоквий как проекция внутреннего диалога обычно произносится в момент важного этического выбора, в положении, осложнённом психологическими и социальными конфликтами. Благодаря своей собственной высокой значимости солилоквий может стать избранным, активно цитируемым фрагментом произведения как, например, «Быть или не быть» шекспировского принца Гамлета. В пьесе «Гамлет» таких внутренних монологов насчитывается семь.
В российской философской литературе это слово встречается в женском роде (солилоквия), например «Солилоквия, или Совет автору» (Soliloquy, or Advice to an Author) Шефстбери.